# Fellheim
Fellheim je obec v německé spolkové zemi Bavorsko, v zemském okrese Unterallgäu ve vládním obvodu Švábsko.
V roce 2015 zde žilo 1 119 obyvatel.

## Poloha
Obec leží u hranic Bavorska s Bádenskem-Württemberskem. Sousední obce jsou: Boos, Heimertingen, Kirchdorf an der Iller (Bádensko-Württembersko), Niederrieden a Pleß.